# Kruisdraging met op de achtergrond Ecce Homo
Kruisdraging met op de achtergrond Ecce Homo is een tekening van een navolger van de Zuid-Nederlandse schilder Jheronimus Bosch in het Crocker Art Museum in Sacramento

## Voorstelling
Op de voorgrond is de kruisdraging van Christus afgebeeld met een somber kijkende Simon van Cyrene te midden van vreemd uitgedoste soldaten en hogepriesters. Linksachter zijn koppen, stokken en vaandels te zien van de toeschouwers van de bespotting van Christus (of Ecce Homo). Rechtsachter wordt Maria, de moeder van Christus, getroost door Johannes de Doper. Verder is op de achtergrond te zien hoe Judas, die Christus verraden heeft, zich heeft opgehangen aan een boom en ten prooi dreigt te vallen aan een aasgier. Drie mannen met puntmutsen keren deze scène de rug toe.

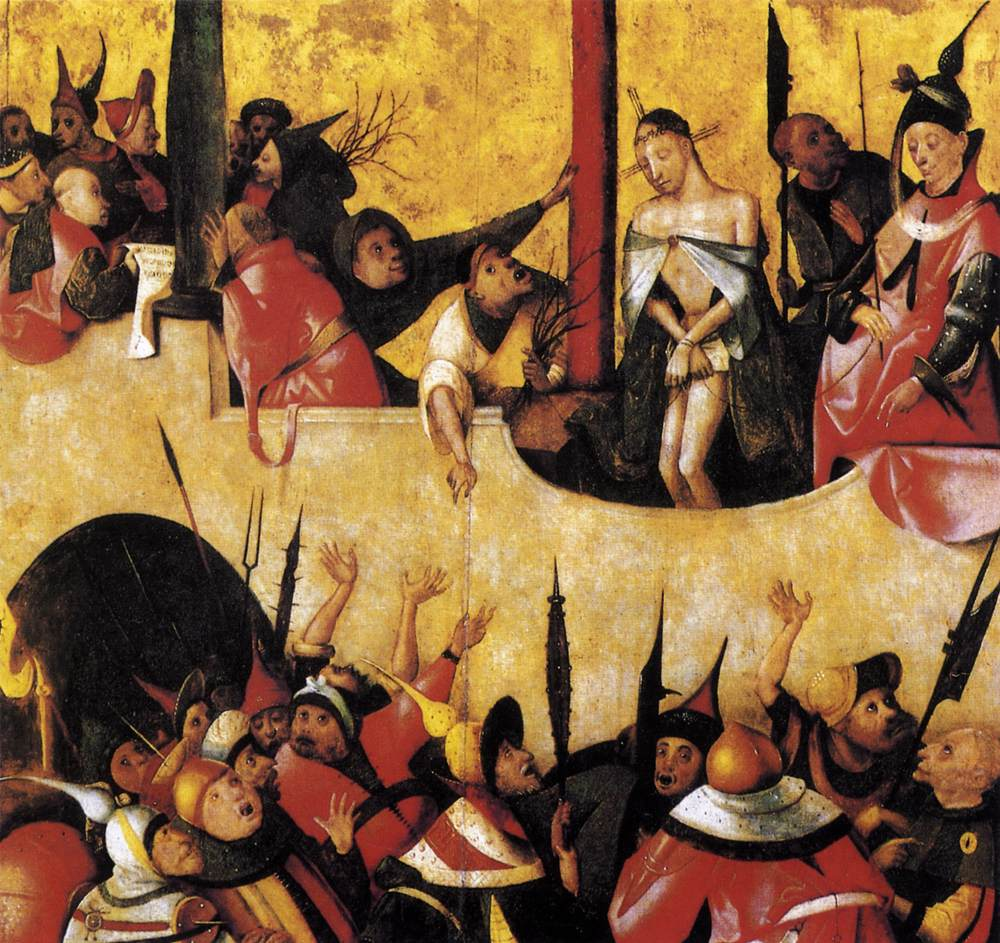
Navolger van Jheronimus Bosch. Ecce Homo. Ca. 1563 of later. Philadelphia, Philadelphia Museum of Art.

Veel elementen op de tekening doen denken aan vindingen van Jheronimus Bosch. De hoofdvoorstelling is een combinatie van verschillende Kruisdragingen en Ecce Homo's van Bosch en zijn school. De Ecce Homo-voorstelling linksachter is vrijwel identiek aan het Ecce Homo in het Philadelphia Museum of Art en de kopie hiervan in het Indiananopolis Museum of Art. Het glooiende landschap doet denken aan dat van de Kruisdraging in Wenen, waar bovendien enkele details terugkomen, zoals de aan de top verzwaarde en van punten voorziene stok. Maria en Johannes de Doper zijn in hun geïsoleerdheid te vergelijken met de Kruisdraging in het Koninklijk Paleis van Madrid.

## Toeschrijving
Volgens Bosch-auteur Charles de Tolnay gaat het hier om een kopie van een verloren gegaan schilderij van Bosch, waarvan het Ecce Homo in Philadelphia een fragment is. Als maker van de tekening stelt hij voor Bosch' stadsgenoot Alaert du Hamel. Volgens Ludwig von Baldass, echter, is de tekening van de hand van een niet zo bekwame navolger, en is deze samengesteld uit verschillende werken van Bosch.

## Herkomst
De tekening werd in 1875 nagelaten aan het Crocker Art Museum door Edwin Bryant Crocker (1818-1875) in Sacramento.